# Exochus flavinotum
Exochus flavinotum là một loài tò vò trong họ Ichneumonidae.